# Polski Monopol Loteryjny
Polski Monopol Loteryjny (PML) – spółka skarbu państwa działającą na polskim rynku w latach 1936–2006. Spółka znajduje się w stanie likwidacji.
Celem działania spółki jest realizacja monopolu państwa w zakresie gier losowych, a tym samym zaspokajanie potrzeb obywateli w zakresie hazardu.
Symbolem Polskiego Monopolu Loteryjnego jest czterolistna koniczyna.